# Amursky (huyện)
Huyện Amursky (tiếng Nga: ? райо́н) là một huyện hành chính tự quản (raion), của Vùng Khabarovsk, Nga. Huyện có diện tích 16684 km². Trung tâm của huyện đóng ở Amursk.